# 穴井隆将
穴井隆将（日语：／ Anai Takamasa，1984年8月5日—），日本男子柔道运动员。他曾代表日本参加2010年亚洲运动会柔道比赛，获得男子100公斤级银牌。他也曾参加2012年夏季奥林匹克运动会。